# جيري ماكدونا
جيري ماكدونا (بالإنجليزية: Gerry McDonagh)‏ (14 فبراير 1998 بجمهورية أيرلندا - ) هو لاعب كرة قدم أيرلندي في مركز الهجوم. شارك مع منتخب جمهورية أيرلندا تحت 17 سنة لكرة القدم. أما مع النوادي، فقد لعب مع نوتينغهام فورست.

## وصلات خارجية
- جيري ماكدونا على موقع قاعدة بيانات كرة القدم.إي يو (الإنجليزية)
- جيري ماكدونا على موقع Soccerbase.com (لاعب) (الإنجليزية)
- جيري ماكدونا على موقع Soccerway.com (الإنجليزية)